# 山本姫香
山本 姫香（やまもと ひめか、2003年9月4日 - ）は、日本のグラビアアイドル、ファッションモデル。東京都出身。

## 来歴
2017年10月にオスカープロモーションに所属。
2021年4月、Ranzukiの専属モデルとなる。
2022年4月11日発売の週刊ヤングマガジンにてグラビアデビュー。

## 人物
趣味はメイク。特技はヒップホップダンス（6歳から経験有）。
憧れは同じ事務所の藤田ニコル

## 映像作品
- 日本一の白ビキニ！（2023年4月18日、株式会社コペル）

## 書籍

### デジタル写真集
- 学校でしてはいけないこと×××。（2022年3月7日、週刊プレイボーイ）
- NEXT推しガール！ 山本姫香1（2022年8月12日、講談社）
- NEXT推しガール！ 山本姫香2（2022年8月12日、講談社）
- NEXT推しガール！ 山本姫香3（2022年8月12日、講談社）
- NEXT推しガール！ 山本姫香4（2022年8月12日、講談社）
- NEXT推しガール！ 山本姫香1～4（2022年8月12日、講談社）
- ALWAYS BE HONEST WITH YOURSELF.（2022年12月23日、光文社）
- 日本一の白ビキニ！（2023年3月30日、集英社）